# Mepivacaină
Mepivacaina este un anestezic local din categoria amidelor, având un efect mai rapid decât procaina și o durată de acțiune medie (mai scurtă decât procaina). Este utilizată în anestezie locală de infiltrație și de conducere în stomatologie.

## Utilizări medicale
- Anestezie locală de infiltrație și conducere[12]
- Anestezie spinală și epidurală[10]

## Reacții adverse
Poate induce nervozitate, agitație, tremor.